# Ōsakikamijima
Ōsakikamijima (jap. 大崎上島 Ōsaki-kamijima-chō) ist eine Kleinstadt im Kreis Toyota der japanischen Präfektur Hiroshima.

## Geographie
Ōsakikamijima ist die einzige Gemeinde der gleichnamigen siebtgrößten Insel in der Seto-Inlandsee. Westlich der Insel liegt das Gebiet der Großstadt Kure, im Osten die Insel Ōkunoshima und im Norden Takehara.

## Geschichte
Die Stadt wurde am 1. April 2003 als Zusammenlegung der bis dahin existierenden drei Inselgemeinden Ōsaki, Kinoe und Higashino gegründet.

## Verkehr
Takehara ist etwa 30 Fährminuten entfernt.

## Kultur
Das Drama Tokyo Kazoku handelt von der Entfremdung einer örtlichen Familie, deren Kinder sämtlich in Tokio Karriere gemacht haben.

## Städtepartnerschaften
Es gibt eine Partnerschaft zu  Musashino in  Tokio,  Japan.